# Потняковское сельское поселение
Потняковское сельское поселение — упразднённое муниципальное образование в составе Кикнурского района Кировской области России.
Центр — село Потняк.

## История
Потняковское сельское поселение образовано 1 января 2006 года согласно Закону Кировской области от 07.12.2004 № 284-ЗО.
Законом Кировской области от 5 марта 2014 года № 389−ЗО, вступившим в силу 1 апреля 2014 года, Потняковское сельское поселение объединено, вместе с остальными сельскими поселениями Кикнурского района, в Кикнурское сельское поселение с административным центром в деревне Ваштранга.

## Население
| 2010 | 2012 | 2013 |
| ---- | ---- | ---- |
| 593  | ↘537 | ↘475 |

## Состав
В состав поселения входят 10 населённых пунктов (население, 2010):
| - село Потняк — 272 чел.; - деревня Аксеново — 0 чел.; - село Беляево — 208 чел.; - деревня Большая Лыжня — 0 чел.; - деревня Большая Люя — 2 чел.; | - деревня Кожевники — 2 чел.; - деревня Кушнур — 3 чел.; - деревня Нолинские — 6 чел.; - деревня Пижанчурга — 44 чел.; - деревня Юльял — 56 чел. |